# Broederschap van de Sanghers

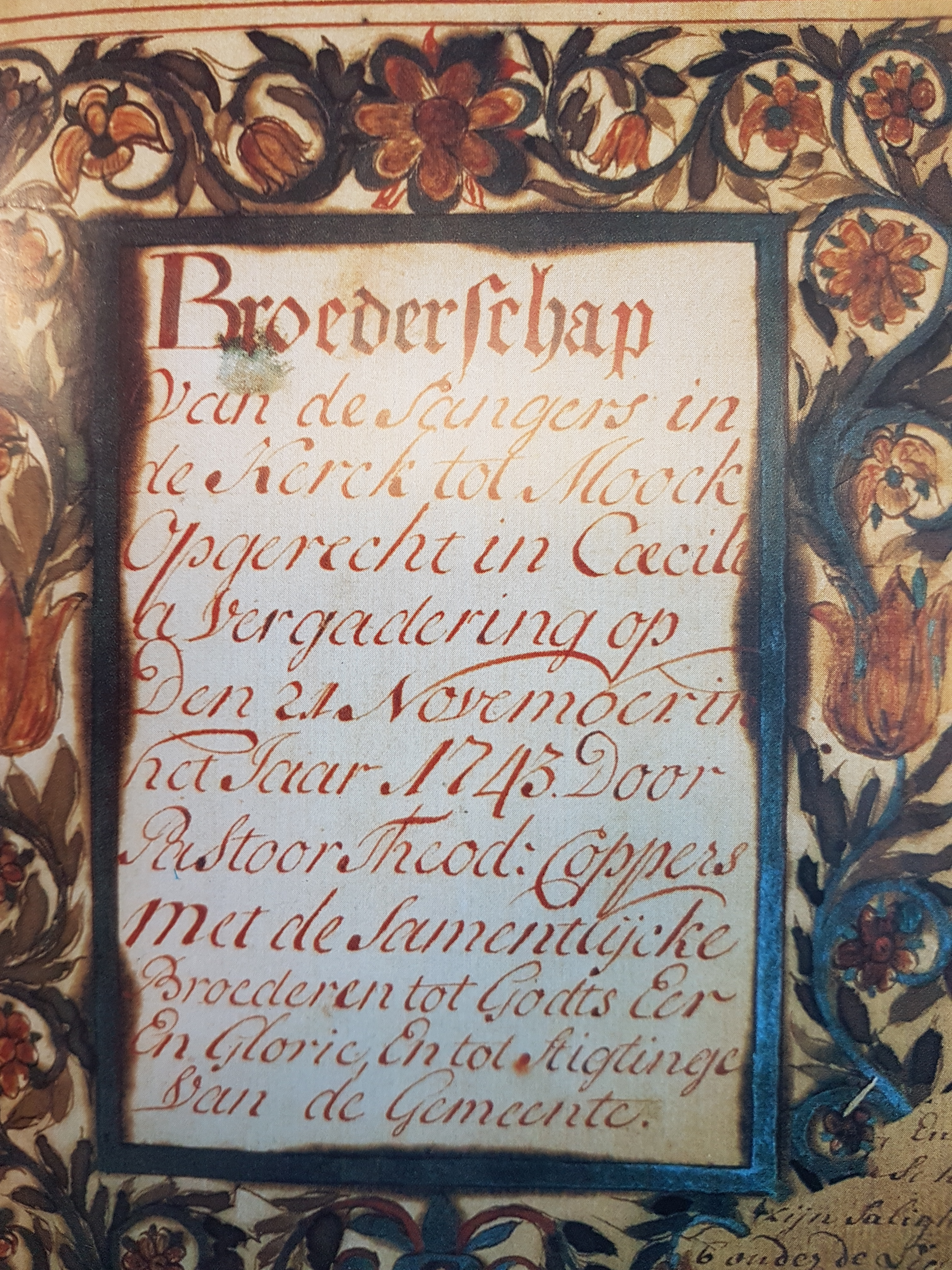
Oprichtingsakte van de broederschap uit 1743

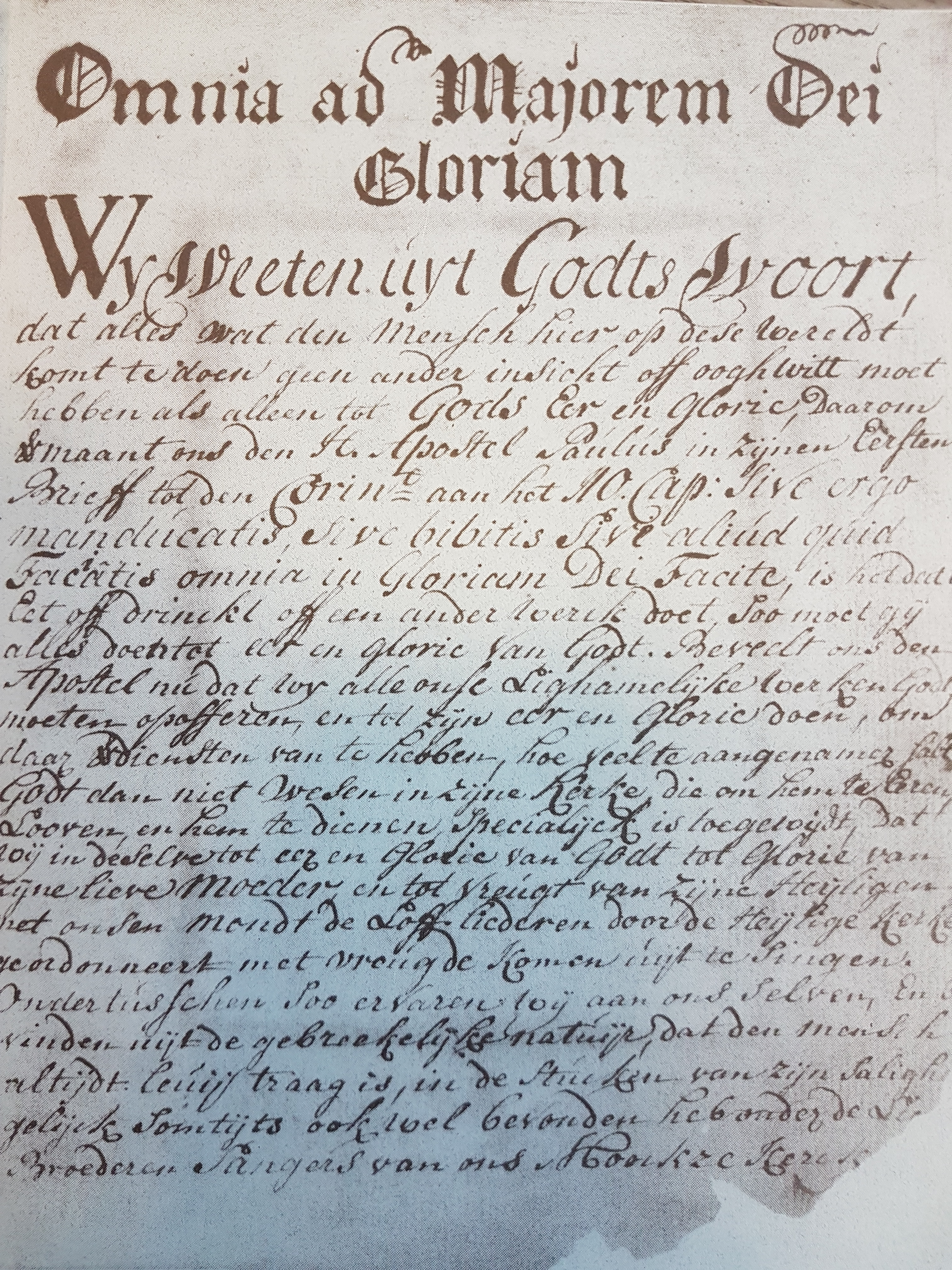
Verslag van de eerste vergadering der Broederschap van de Sanghers te Moock

De Broederschap van de Sanghers is een aan de katholieke kerk in Mook verbonden gregoriaans koor, een schola. De Broederschap is opgericht in 1743. Het is anno 2017 een van de grotere gregoriaanse koren in Zuid-Nederland.

## Geschiedenis
Op 21 november 1743, de naamdag van de heilige Cecilia, werd in de St. Caeciliavergadering door Pastoor Theodorus Coppers de “Broederschap van de Sangers in de Kerck tot Moock” opgericht. Hij deed dat 'met de Samentlijcke Broederen tot Godts Eer en Glorie en tot Stigtinge van de Gemeente.' Zo staat het gekalligrafeerd op de titelpagina van het oprichtingsboek uit 1743 dat bewaard is gebleven.
Veertig jaar later was de animo danig afgenomen, in het oprichtingsboek staat te lezen dat 'Het Zangers Broederschap ingestelt Ao 1743, nu eenige jaaren verslapt zijnde, is wederom vernieuwt en hersteld op den voorigen voet, Ao 1788, gelijk wij onderschreeve hetzelve heden vernieuwen en herstellen onder de volgende regels en wetten.' Er werden enkele wijzigingen in de oprichtingsakte aangebracht, zoals het completeren van de te betalen boete bij enig verzuim van de Broeders: 'De gestelde boete word aangenomen; daarbij word nog gevoegt ¼ Stuiver tot boete voor die des namiddags zig van de Vesper of Loff absenteeren.'
Op een ander punt werden in 1788 de regels versoepeld. In de oorspronkelijke akte werd in verband met de jaarlijkse Ceciliaviering gesteld dat 'Eer dat de Broederen meer als een Vaan Bier of Moll mogen drinken, moeten eerst alle Verschillen afgedaan worden die in dat Jaar voorgevallen zijn, en mogen naa Klocken thien uijeren niet meer drincken, maar op een ander tijdt en gelegenheijt.' 
Vijfenveertig jaar later 'word de úúr van te eindigen en te vertrecken gestelt op elf uure', een uur later dus. In een ander citaat werd een hemelse beloning in het vooruitzicht gesteld voor de belangeloze inzet van de 'Zamentlijke Zangers, waarvoor Zij tot loon zullen hebben, zoo het met Stigting, eerbied en goede intentie geschied, dit geluk, dat Zij het hemelsch Musicq in alle Eewigheid zullen aanhoore.'
Jarenlang werden de notulen bijgehouden. Ook in 1788 'hebben de zamentlijke broeders van het Zangersgilde hunne recreatie gehouden ten huise van den Heer Pastoor, op Ste Caecilia-avond, alwaar ook eenige dagen er naar de boeten zijn verteert: dit alles is geschied met Rust, Vrede en Vergenoegen van alle.' In het jaar 1794 werd de Caecilliaviering overgeslagen 'wegens den oorlog', evenals in de jaren 1830 en 1831. De laatste aantekeningen in het boek dateren van 1838.

## Optredens
Het koor verzorgt regelmatig de gezangen tijdens de zondagse diensten in de Mookse katholieke Sint-Anthonius Abtkerk. De Broederschap trad ook op in onder andere Nijmegen, Groningen, Volendam, Maastricht, Kevelaer , Kranenburg, Beauraing (België) en meerdere keren in diverse basilieken in Rome en Vaticaanstad, waaronder in 2001 in de Friezenkerk.
Het koor heeft als motto Qui bene cantat, bis orat (Wie goed zingt, bidt in feite tweemaal).

## Lijst van dirigenten
Voor zover bekend hebben de volgende dirigenten het koor gedirigeerd:
- J Hendriks (1927)
- W Hendriks
- J vd Logt
- Alb. Van Hezewijk
- Pastoor Spee 1946-1953
- Jan Beuming
- Steentjes
- Pater Lucas
- Frans Poels (tot 1969)
- Leo de Bont ( tot 1978)
- Wil Wijers (1978 - 2025)
- Harm Vullings (2025 )